# Premi de Curtmetratges "Manuel Carmona Mir"
Els Premis de Curtmetratges "Manuel Carmona Mir" són uns  guardons cinematogràfics concedits anualment per la Setmana de Cinema de Melilla.

## Creació
El Premi de Curtmetratges "Manuel Carmona Mir" de la Setmana de Cinema van ser creats en 2007 per la Conselleria de Cultura de Melilla.

## Premis vigents
· Primer Premi: 1.500,00 €
· Segon Premi: 1.000,00 €
· Tercer Premi: 500,00 €
| Títol                | Director                                   | Any  | Durada |
| -------------------- | ------------------------------------------ | ---- | ------ |
| La llei del més fort | Raúl Monge Sancho                          | 2024 |        |
| Vas mentir, Amanda   | Eva Libertad i Nuria Muñoz                 | 2024 |        |
| El Tron              | Lucía Jiménez                              | 2024 |        |
| Mamà                 | Miguel Azurmendi Gómez                     | 2023 |        |
| 36                   | AnaLambarri Tellaeche                      | 2023 |        |
| The Monkey           | Xosé Zapata Pérez i Lorenzo Degl'innocenti | 2023 |        |